# RANK-Ligand
RANKL (Abkürzung für: „Receptor Activator of NF-κB Ligand“) ist ein 1997 entdecktes Protein aus der Familie der Tumornekrosefaktoren (TNF), das wesentlich an der Regulation des Knochenumbaus beteiligt ist. Das Protein ist auch unter den Namen TRANCE (TNF-related activation-induced cytokine), CD254, OPGL und ODF bekannt. RANKL wird u. a. von Osteoblasten (Zellen, die Knochensubstanz aufbauen) sezerniert und bindet an den „passenden“ Rezeptor RANK von monozytären Osteoklasten-Vorläuferzellen, was deren Differenzierung zu Osteoklasten (Zellen, die Knochensubstanz wieder abbauen) veranlasst. Das RANK/RANKL-System ist ein biochemischer Regelkreislauf, der bewirkt, dass der Knochenabbau mit dem Knochenaufbau in einem gesunden Gleichgewicht bleibt, was eine Voraussetzung für die dynamische Architektur des Knochensystems ist. Dieses  System kann bei verschiedenen Krankheiten gestört werden und ist daher für die Medizin von praktischem Interesse. Der monoklonale Antikörper Denosumab ist ein Antikörper gegen RANKL und kann bei Krankheiten, die mit überaktiven Osteoklasten einhergehen (z. B. Osteoporose oder Rheumatoide Arthritis), eingesetzt werden.

## Regulation
RANKL kann durch das ebenfalls von Osteoblasten sezernierte Osteoprotegerin (OPG) antagonisiert werden. OPG arbeitet als sogenannter Fangrezeptor für RANKL, welches somit nicht in Kontakt mit dem für sie speziellen Rezeptor RANK auf der Osteoklasten-Progenitorzellenoberfläche kommt. So wirken die Osteoblasten durch die Produktion von Osteoprotegerin der Osteoklastendifferenzierung über den RANKL-Pfad selber entgegen. Dieses Gleichgewicht wird folgendermaßen geregelt:
- 1,25(OH)2VitD3: Der 1,25(OH)2D3-VDR-Komplex in den Osteoblasten erhöht die Bildung von RANKL und unterdrückt die Bildung von OPG und fördert damit den Knochenabbau[3]. Unter Bedingungen des (häufig vorliegenden) Vitamin-D-Mangels ist diese Wirkung nicht relevant, da Vitamin D ebenfalls das Parathormon unterdrückt und für eine gute Versorgung des Körpers mit Calcium und Phosphat sorgt, also auf diesen Wegen indirekt knochenstärkend wirkt. Die knochenabbauende Wirkung des 1,25(OH)2D3-VDR-Komplexes kann durch Vitamin K2 unterdrückt werden,[4] so dass eine Osteoporose-Therapie mit Vitamin D durch Vitamin K2 unterstützt werden kann.
- Als weiterer natürlicher Suppressor von RANKL werden Östrogene beschrieben. Dies erklärt die Häufigkeit der Osteoporose bei Frauen im postmenopausalen Alter, da hier der natürliche Suppressor einer Osteoklastendifferenzierung (Östrogen) nicht mehr in ausreichender Menge vorliegt.
- RANKL kann durch Tumorzellen ungeregelt sezerniert werden, was einen tumorbedingt vermehrten Knochenabbau bewirkt.
- Synthetische Progesterone sind in vielen Fällen für die Entstehung von Brustkrebs verantwortlich. Forschungsarbeiten von 2010 haben gezeigt, dass RANKL in dieser Kette einen entscheidenden Faktor darstellt. Studien an Mäusen haben gezeigt, dass die Deaktivierung des RANKL-Gens zu einem beträchtlichen Rückgang von Brustkrebs führt[5].